# Mała Fatra

Położenie Małej Fatry na mapie Słowacji

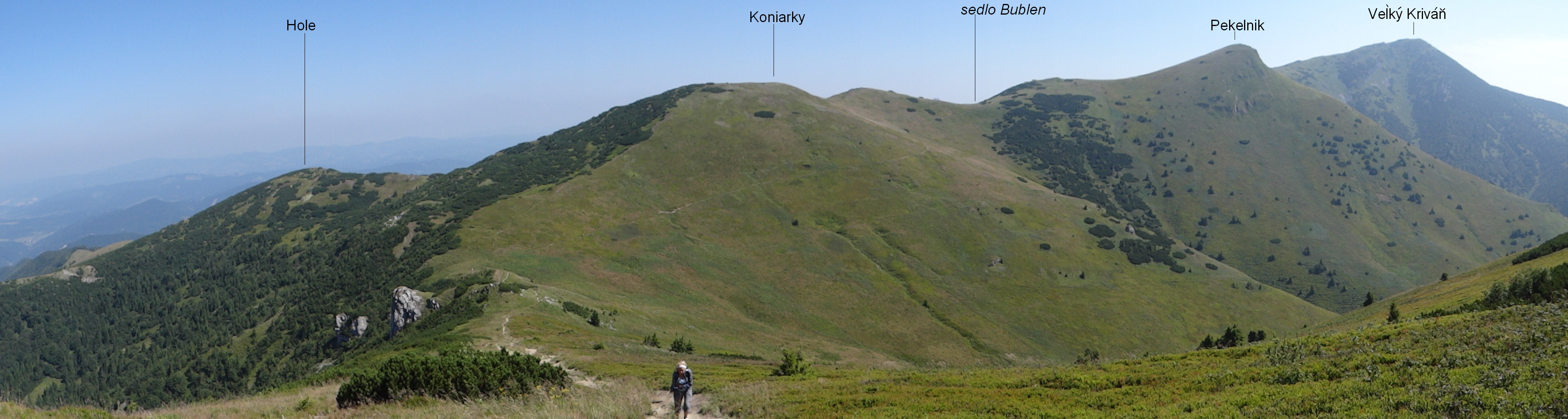
Główna grań Małej Fatry Krywańskiej

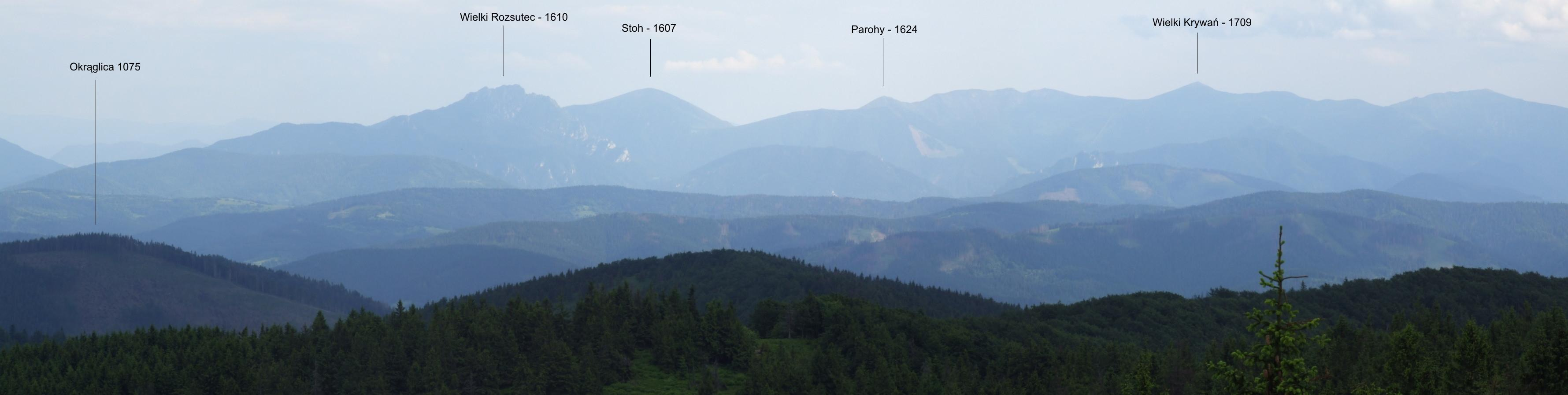
Panorama Małej Fatry z Wielkiej Raczy

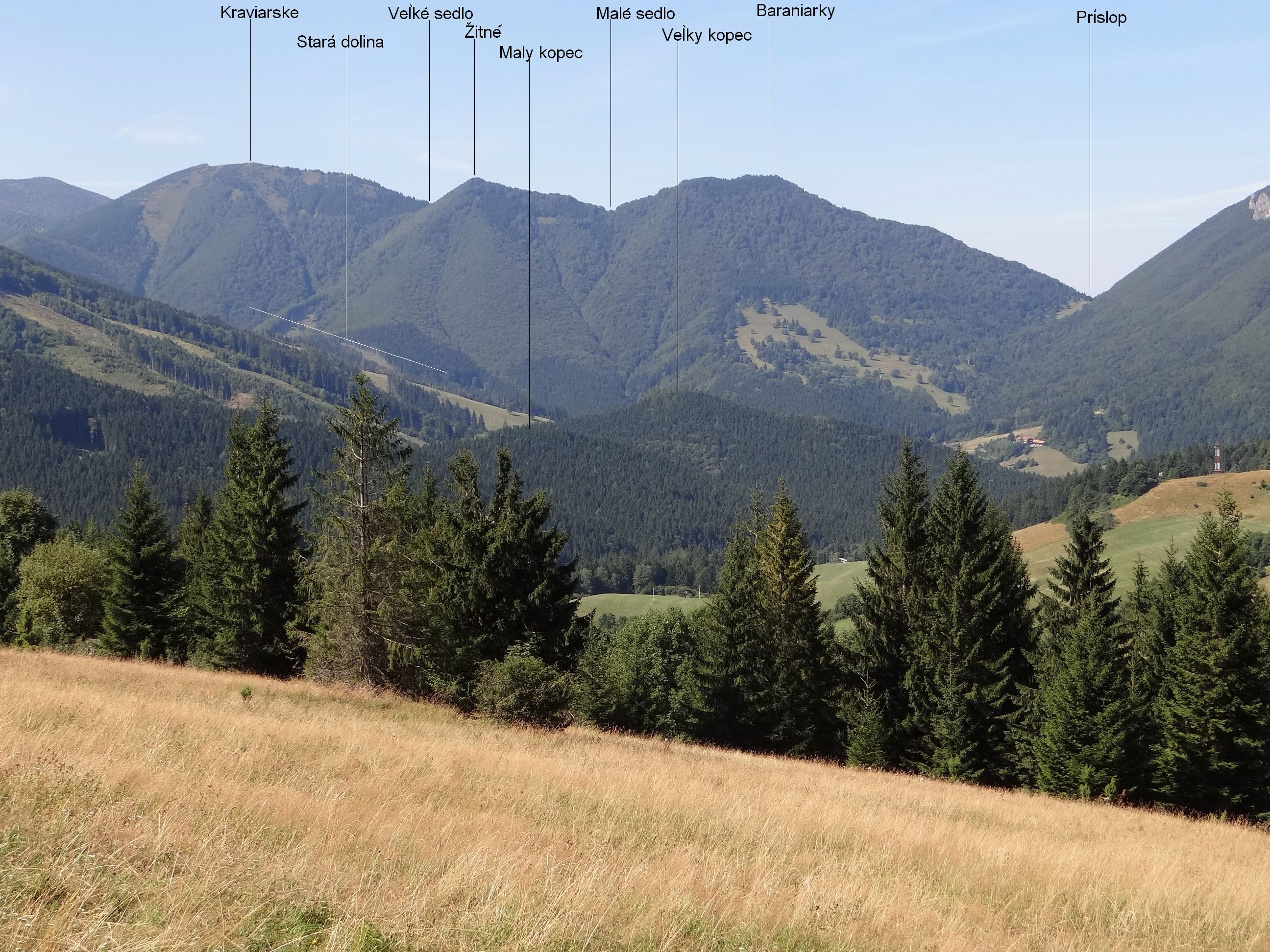
Baraniarky

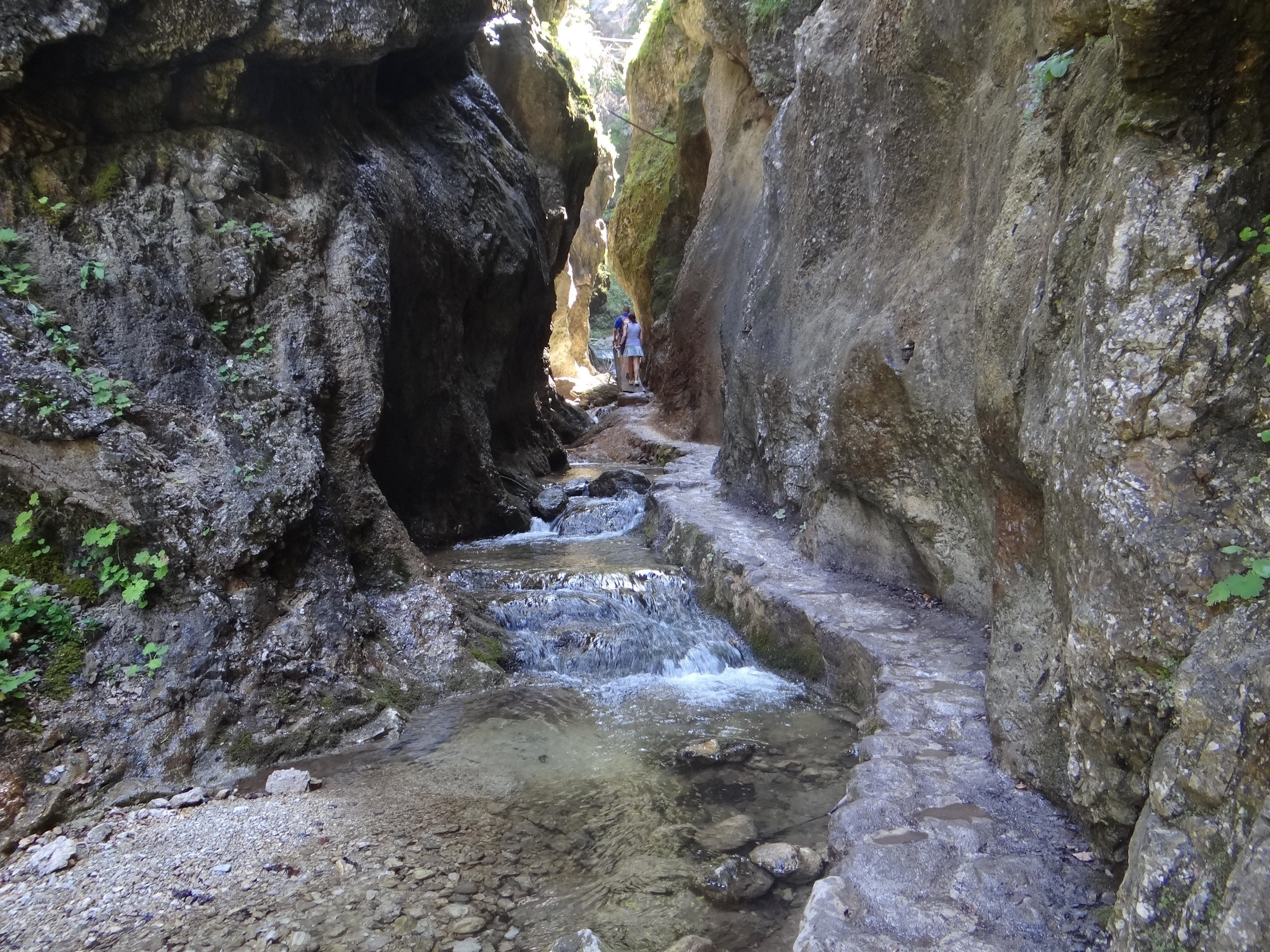
Wąwóz Dolné diery

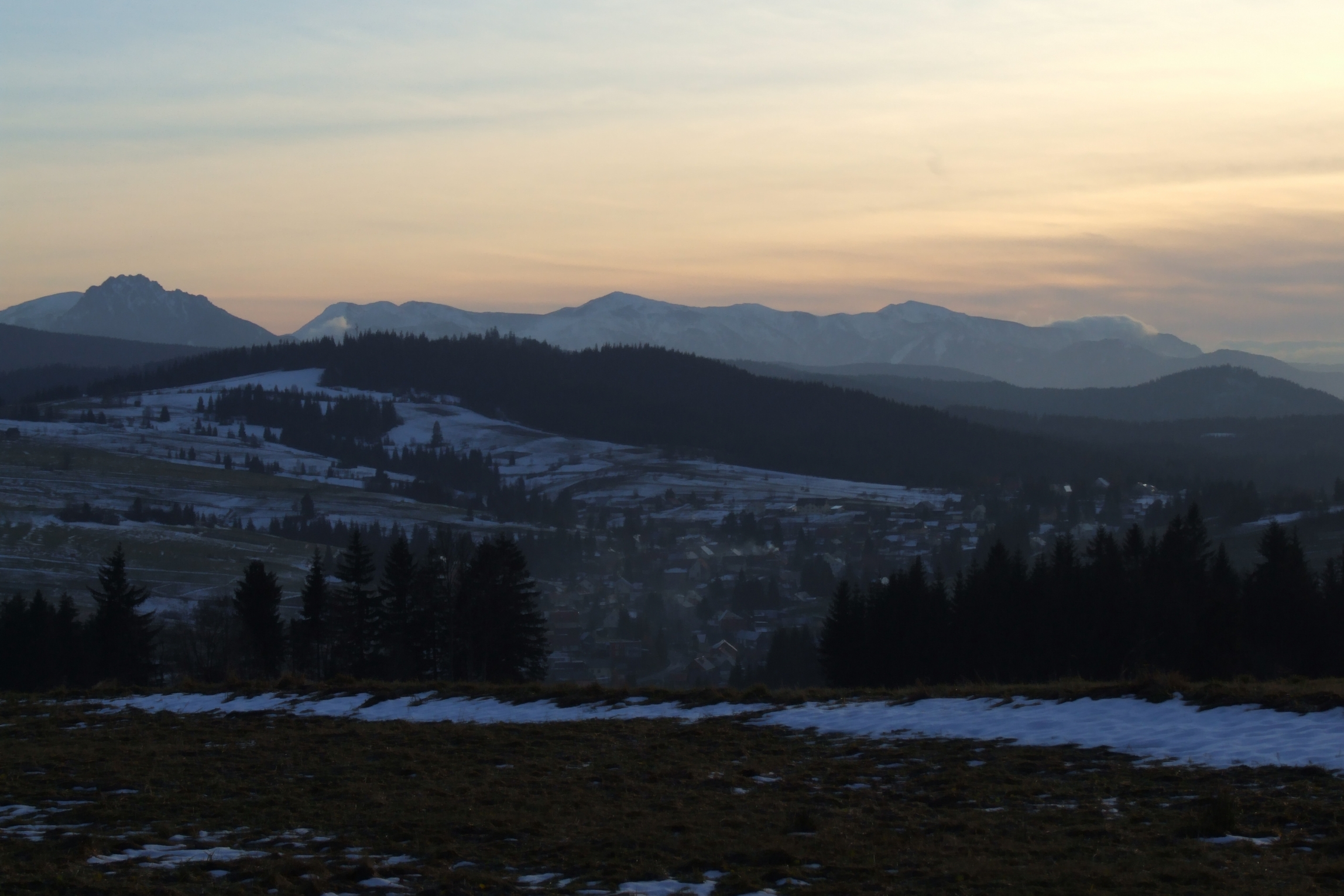
Mała Fatra o zachodzie słońca

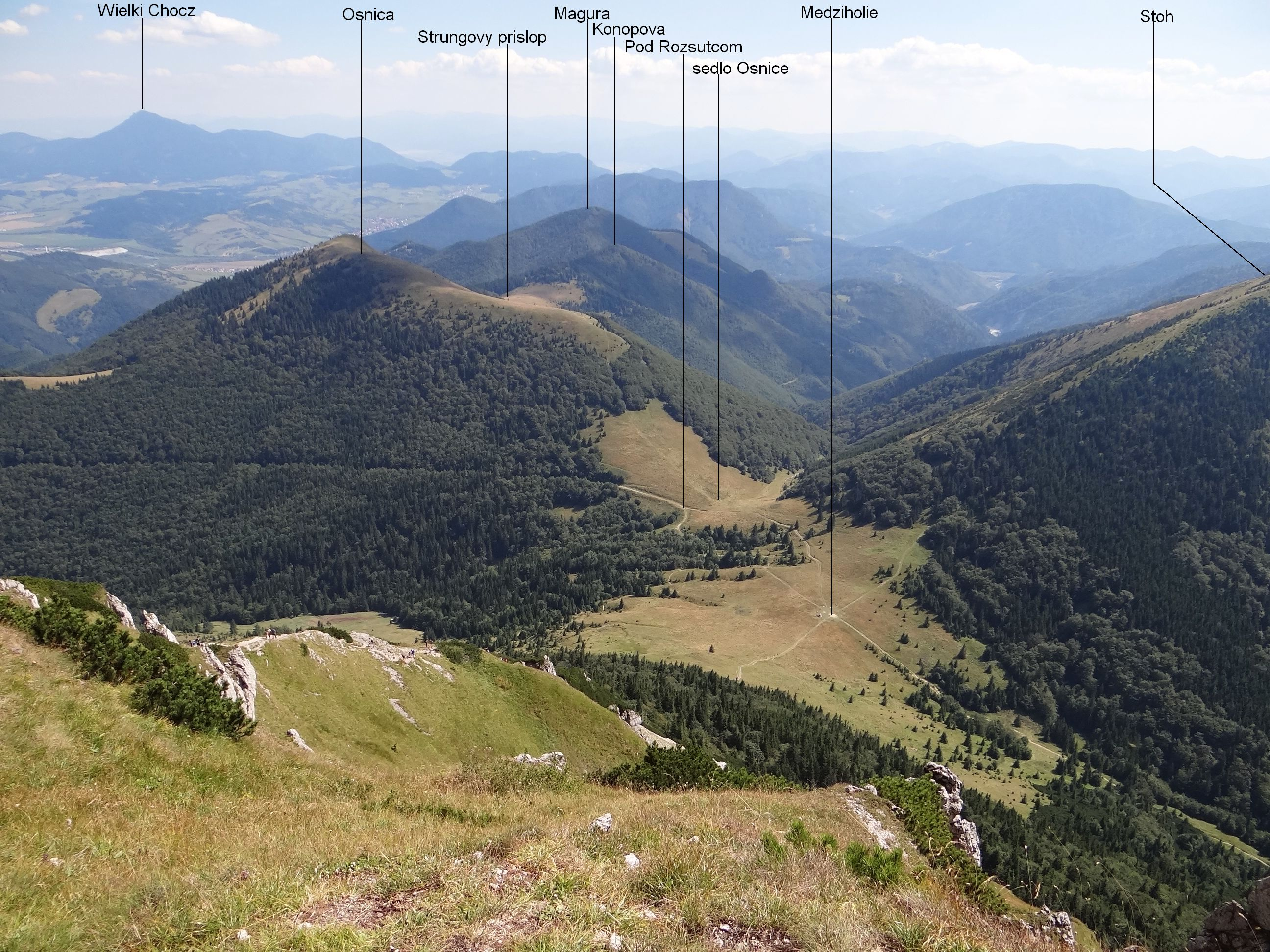
Osnica, Medziholie

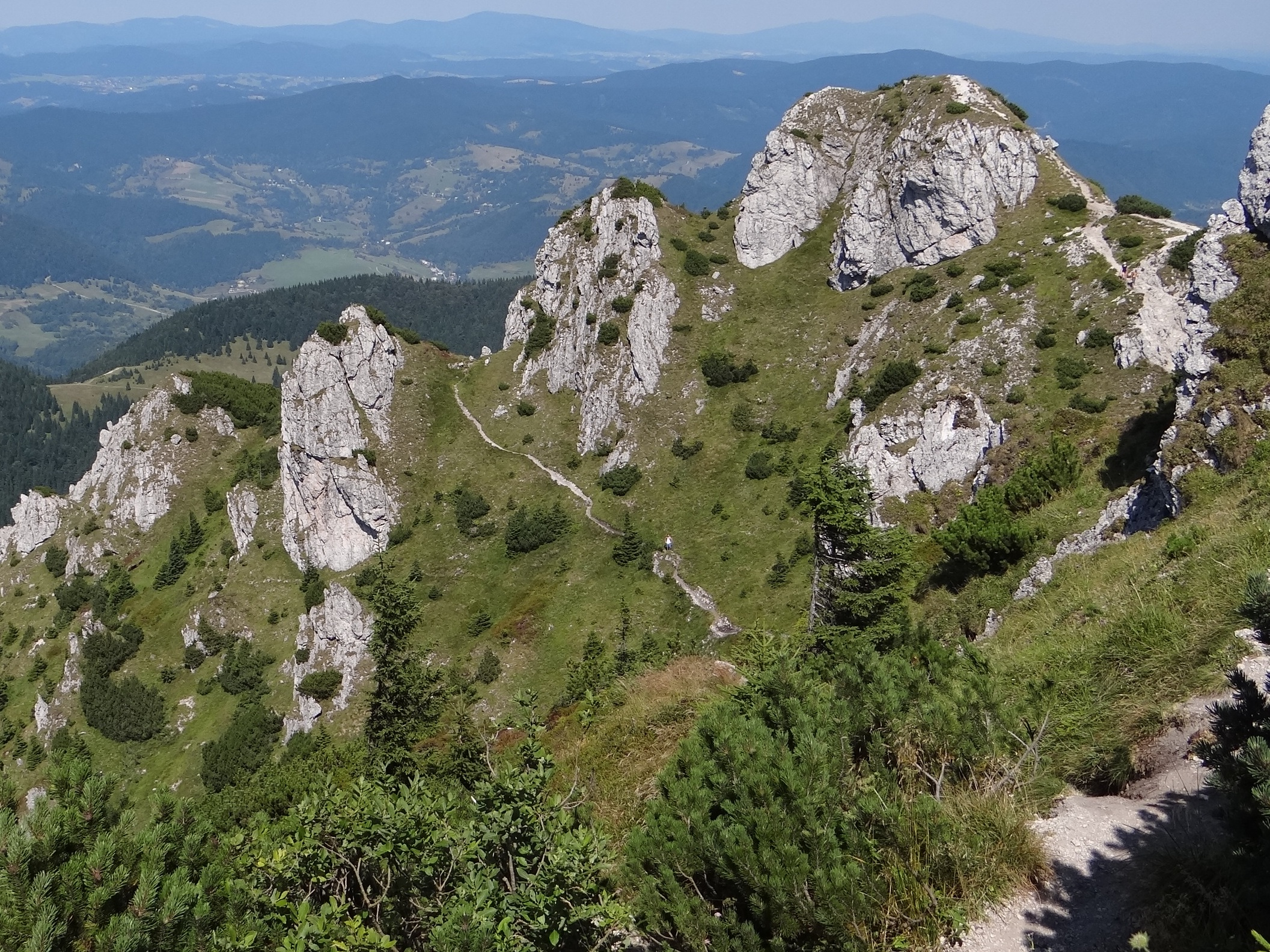
Wapienne skały Wielkiego Rozsutca

Mała Fatra (514.43; słow. Malá Fatra, węg. Kis-Fátra, niem. Kleine Fatra) – znajdujące się na Słowacji pasmo górskie w Karpatach Zachodnich. Najwyższy szczyt to Wielki Krywań (1709 m). 

## Topografia
Regionalizacja. Mała Fatra wchodzi w skład Łańcucha Małofatrzańskiego, który według polskiej regionalizacji fizycznogeograficznej należy do Centralnych Karpat Zachodnich, natomiast według słowackiej do Wewnętrznych Karpat Zachodnich (Vnútorné Západné Karpaty).
Granice (według słowackiej regionalizacji). Z Kotliny Żylińskiej granica oddzielająca Małą Fatrę od Gór Kisuckich biegnie w górę doliną rzeki Varínka i Bieleho potoku na przełęcz Rovná hora, stąd w dół doliną potoku o nazwie Petrovský potok do jego ujścia do Zázrivki, dalej Zázrivką, która oddziela Małą Fatrę od Magury Orawskiej. Od ujścia Zázrivki w miejscowości Párnica granica oddzielająca Małą Fatrę od Wielkiej Fatry biegnie w dół rzekami Orawa i Wag po miejscowość Martin, z której w górę potokiem Turiec i potokiem Vríca tworzącym granicę z górami Żar. Od ujścia do Vrícy potoku o nazwie Dlhý potok, aż do Kotliny Żylińskiej Mała Fatra graniczy z Górami Strażowskimi, a granica biegnie wzdłuż tego potoku w górę na przełęcz Fačkovské sedlo, stąd w dół potokiem Rajčanka.
Podział. Rzeka Wag dokonuje przełomu Małej Fatry (Streczniański Przesmyk), dzieląc ją na dwie części:
- Małą Fatrę Luczańską na południowym zachodzie, w której najwyższe szczyty to: Veľká lúka (1476 m), Krížava (1457 m), Minčol (1364 m), Kľak (1351 m). W jej obrębie wyróżnia się jeszcze mniejsze jednostki: Luczańskie Veterné hole, Kýčery, Kľak, Kotlina Vrícka i Przedgórze Martińskie;
- Małą Fatrę Krywańską na północnym wschodzie, w której najwyższe szczyty to: Wielki Krywań (1709 m), Mały Krywań (1671 m), Chleb (1646 m), Hromové (1636 m), Wielki Rozsutec (1610 m), Stoh (1607 m), Suchý (1468 m), Poludňový grúň (1460 m), Mały Rozsutec (1344 m). Wyróżnia się w jej obrębie mniejsze jednostki: Rozsutce, Kotlina Stefanowska, Krywańskie Veterné hole i Osnica

## Geologia
Mała Fatra jest czwartą co do wysokości częścią Karpat Zachodnich (po Tatrach, Niżnych Tatrach oraz Beskidzie Żywieckim). Całość pasma ma kształt nieregularnej elipsy skierowanej z północnego zachodu na południowy wschód, jego długość wynosi 52 km, a maksymalna szerokość – 17 km.
Swoją budową geologiczną Mała Fatra bardzo przypomina Tatry Zachodnie. Jest również zbudowana ze skał granitowych nakrytych czapą skał wapienno-dolomitowych. Na większości obszary Fatry Luczańskiej odsłaniają się skały granitowe tworzące trzon gór. Obok granodiorytów i granitów występują tutaj także metamorficzne łupki, fyllity oraz piaskowce arkozowe, i tylko na obrzeżach (od Medzihorskiego potoku po Domaszyński Przełom) granity przykryte są wapieniami. W Fatrze Krywańskiej natomiast większość szczytów przykryta jest czapą skał wapiennych. Na północnej stronie do wapieni przylega także strefa marglistych łupków z okresu dolnej kredy. W łupkach tych wyżłobiona jest cała Vrátna dolina i przełęcz Medziholie.
Z wapiennym podłożem wiążą się zjawiska krasowe, m.in. jaskinie. Według danych na 31 grudnia 2017 r. w Małej Fatrze znanych było 235 jaskiń, z czego 104 w Małej Fatrze Krywańskiej, a 131 w Małej Fatrze Luczańskiej. Jaskinie te są niezbyt duże. Najdłuższa z nich to Jaskyňa nad Vyvieračkou (łączna długość korytarzy 620 m), niektóre inne to: Kryštálová jaskyňa, Hoblíkova jaskyňa, Višňovská jaskyňa, Jaskyňa v Kraľovianskej kope, Horná kraľovianska jaskyňa, Stredná kraľovianska jaskyňa, Stratenecká priepasť, Žaškovská jaskyňa, Adamova jaskyňa, Medvedia jaskyňa, Vratnuella, priepasť pod Veľkým Rozsutcom. Wszystkie są turystycznie niedostępne.

## Rzeźba terenu
Mała Fatra słynie głównie z wapiennych i dolomitowych utworów skalnych w postaci bądź to masywnych skalistych szczytów, takich jak Wielki i Mały Rozsutec, bądź to masywów z licznymi wychodniami skalnymi, urwiskami i skalnymi wieżami jak Sokolie czy Boboty, jaskiń, a także głębokich, wąskich wąwozów z bystrymi potokami, progami skalnymi i wodospadami, z których najsłynniejszymi są tzw. Diery (Dolné, Nové i Horné). Nie mniej godne uwagi są widokowe odcinki grzbietowe, pokryte rozległymi halami i długie, głębokie doliny porośnięte lasami. W Fatrze Krywańskiej najwyższe szczyty są skaliste, a partie szczytowe w głównej grani pokrywają duże hale pasterskie, w Fatrze Luczańskiej hal jest mniej, są to Martinské hole i hale pokrywające grzbietowe partie szczytów: Krížava, Kľak, Veľká lúka, Veterné.
Na potokach występują wodospady. Największym jest Wodospad Szutowski (38 m). Pod szczytem Kľak w Luczańskiej Fatrze są dwa duże wodospady: Kľacký vodopád i Fačkovský vodopád, wiele wodospadów znajduje się na Dierowym potoku w Dierach, mniejsze wodospady są także na rzece Vrátňanka w obrębie wąwozu Tiesňavy.

## Fauna i flora
Mała Fatra posiada szereg pięter roślinnych, od podgórskich łąk po piętro halne. Jest jednym z najbogatszych pod względem florystycznym regionów w Karpatach. Łącznie występuje tu ok. 600 gatunków roślin kwiatowych, w tym ok. 60 gatunków prawnie chronionych. Z endemitów zachodniokarpackich występują tu m.in.: kostrzewa tatrzańska, goździk lśniący, sasanka słowacka, sesleria tatrzańska, skalnica tatrzańska i urdzik karpacki. Dolna granica hal została sztucznie obniżona, gdyż w wyniku wieloletniego pasterstwa wyrąbano znaczne połacie kosodrzewiny. W lasach dominują buk zwyczajny (55%), świerk pospolity (30%) i jodła pospolita (6%), spotyka się także sosnę pospolitą, jawor (2%) i wiąz, a w szczytowych partiach – kosodrzewinę (2%). Znajdują się różne typy lasów, zachowanych często w stanie pierwotnym, górskie łąki, zespoły roślinności naskalnej, torfowiska. 
Z większych zwierząt żyją tutaj niedźwiedzie (ok. 30), wilki (kilka rodzin), jelenie oraz ryś. Z rzadkich gatunków ptaków w szczytowych partiach występują: pomurnik, orzeł przedni, orlik krzykliwy, krogulec, jastrząb, kruk, myszołow, pustułka, sokół wędrowny, puchacz. W lasach występuje głuszec, jarząbek i cietrzew, a nad wodami pliszka górska, pluszcz zwyczajny i zimorodek. Łącznie w Małej Fatrze stwierdzono regularne gniazdowanie 120 gatunków ptaków.
Większość obszaru wschodniej części Małej Fatry (tzw. Krywańskiej Małej Fatry) jest objęta ochroną jako Park Narodowy Mała Fatra. Ponadto w obrębie parku utworzono 13 narodowych rezerwatów przyrody, 6 rezerwatów przyrody (na Słowacji występuje kilka stopni ochrony rezerwatowej) i 4 pomniki przyrody.

## Zarys historii
Krywańska Mała Fatra od dawna przyciągała uwagę ludzi – na początku byli to pasterze, poszukiwacze minerałów, myśliwi, ale i wędrowcy zwabieni pięknem tutejszej przyrody. Naukowe poznawanie pasma rozpoczęto pod koniec XVIII w. – od 1804 r. botanik Pál Kitaibel prowadził badania na terenie Orawy i doliny Wagu.
W okresie panowania Bolesława Chrobrego tereny te (wraz z całą Słowacją) należały do państwa polskiego, utracił je jego syn Mieszko II zwany Gnuśnym. Od XIV wieku lokalni feudałowie zbudowali w Małej Fatrze kilka zamków i utworzyli wokół nich swoje lokalne małe państwa. W lepszym lub gorszym stanie ostały się: Zamek Strečno, Zamek Starý hrad i Zamek Kunerad.
W jednym z przysiółków wsi Terchová (Terchová) urodził się Juraj Jánošík – legendarny zbójnik.

## Turystyka, sport i rekreacja
Turystyka piesza. Mała Fatra jest atrakcyjna widokowo i ma dobrze rozbudowane zaplecze turystyczne. Często bywa nazywana Tatrami w miniaturze, nie jest jednak tak jak one zatłoczona przez turystów. Może być również groźna, o czym przypomina symboliczny cmentarz Ofiar Gór w Małej Fatrze. 
Głównym miejscem wypadowym w Krywańską Fatrę jest miejscowość Terchová z bogatą bazą noclegową (hotele, domy wycieczkowe, prywatne kwatery, duży autokemping). Z Terchovej można samochodem dojechać na parkingi w głębi Vrátnej doliny, skąd zaczynają się liczne szlaki turystyczne i jest dolna stacja kolejki gondolowej Vrátna – Chleb. Łączna długość wyznakowanych szlaków turystycznych wynosi ok. 150 km. Mają one swój początek nie tylko w Terchovej, ale także w licznych miejscowościach wokół Małej Fatry i miejscowości te zazwyczaj również dysponują bazą noclegową. W miejscowościach Terchová (Nižné Kamence), Varín i Rajecké Teplice znajdują się autokempingi. Podejścia na najwyższe szczyty Małej Fatry mogą być żmudne, gdyż różnica wysokości dochodzi czasami do 1300 m. Bardzo ułatwia to kolejka gondolowa z Vrátnej, która wywozi turystów prawie na samą główną grań Krywańskiej Fatry. Granią tą prowadzi czerwony, bardzo widokowy szlak turystyczny (odcinek międzynarodowego szlaku pieszego E 3 od Atlantyku do Morza Czarnego).
Schroniska górskie: Bagarova chata, Chata pod Kľačianskou Magurou, Chata na Grúni, Chata na Martinských holiach, Chata pod Chlebom, Chata pod Suchým. 
Narciarstwo. Rejon Małej Fatry jest też jednym z najlepiej pod tym względem zagospodarowanych obszarów na Słowacji. Odwiedzany jest również przez narciarzy z Polski. Rozgrywane są tutaj liczne zawody w narciarstwie zjazdowym. Główne ośrodki narciarstwa to:
- Martinské hole w Luczańskiej Fatrze, w pobliżu miasta Martin. Jest kolej krzesełkowa i 6 wyciągów orczykowych.
- Vrátna dolina w Krywańskiej Fatrze z 3 centrami: Vrátna, Starý dvor i Grúň. Kolej gondolowa, kolej krzesełkowa i kilkanaście wyciągów orczykowych
- Malá Lučivná. Kolej krzesełkowa i 5 wyciągów orczykowych
- Rajecká Lesná
- Zázrivá. 2 wyciągi orczykowe